# Angiopteris evecta
Angiopteris evecta är en kärlväxtart som först beskrevs av Forst., och fick sitt nu gällande namn av Franz Georg Hoffmann. Angiopteris evecta ingår i släktet Angiopteris och familjen Marattiaceae. Utöver nominatformen finns också underarten A. e. rurutensis.

## Bildgalleri

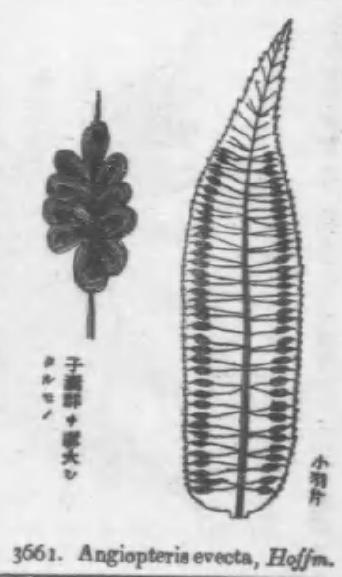
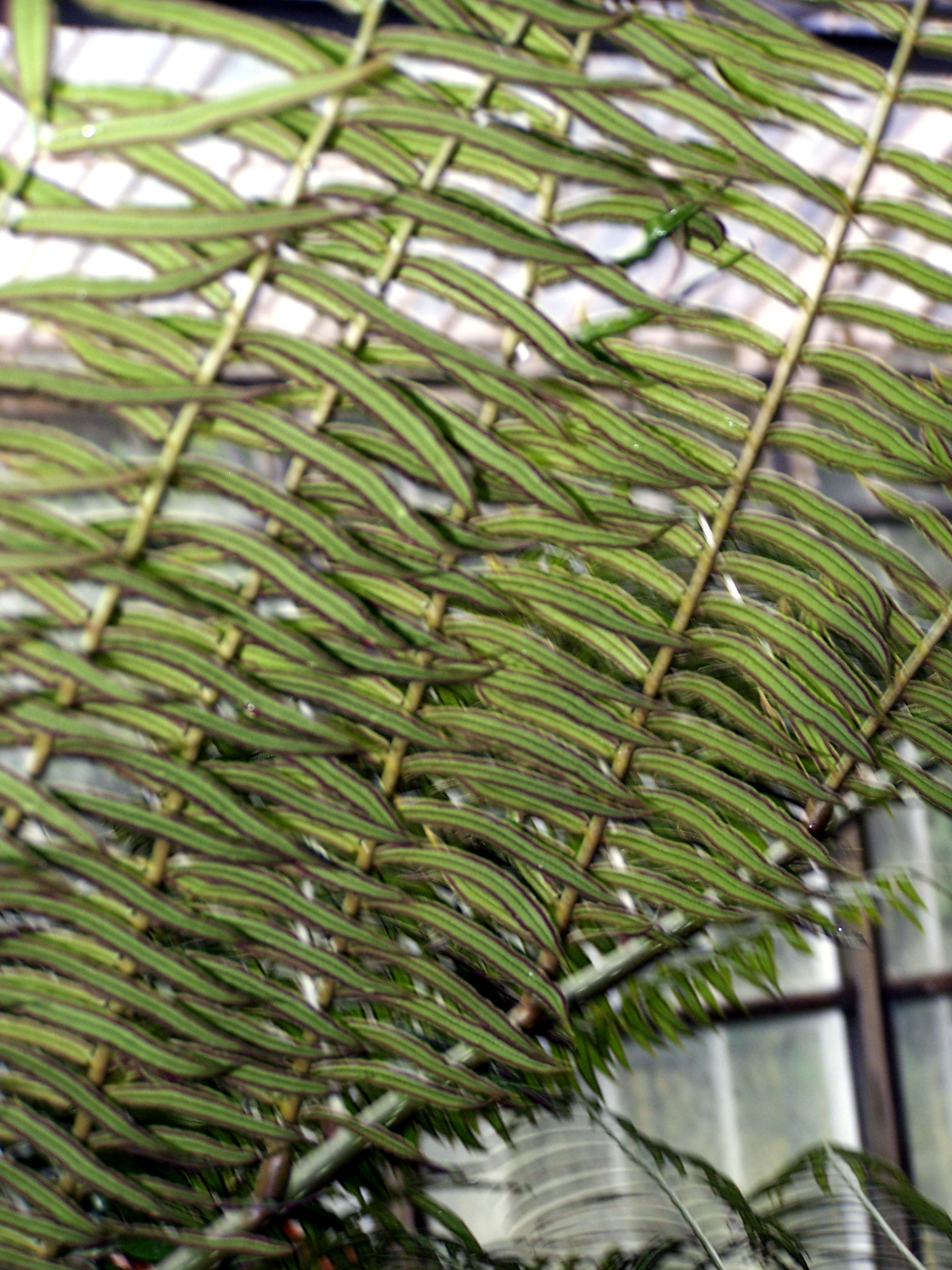
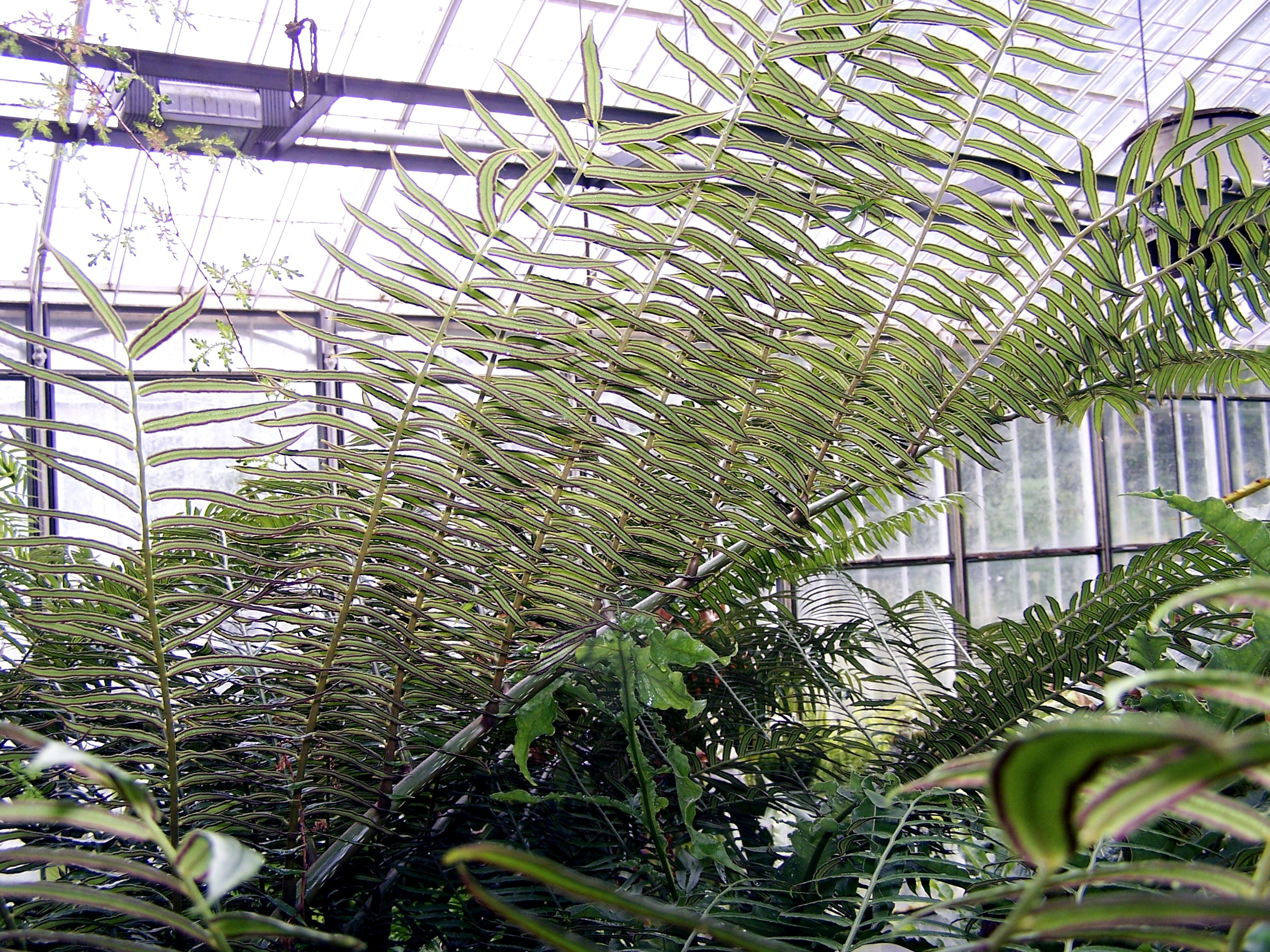
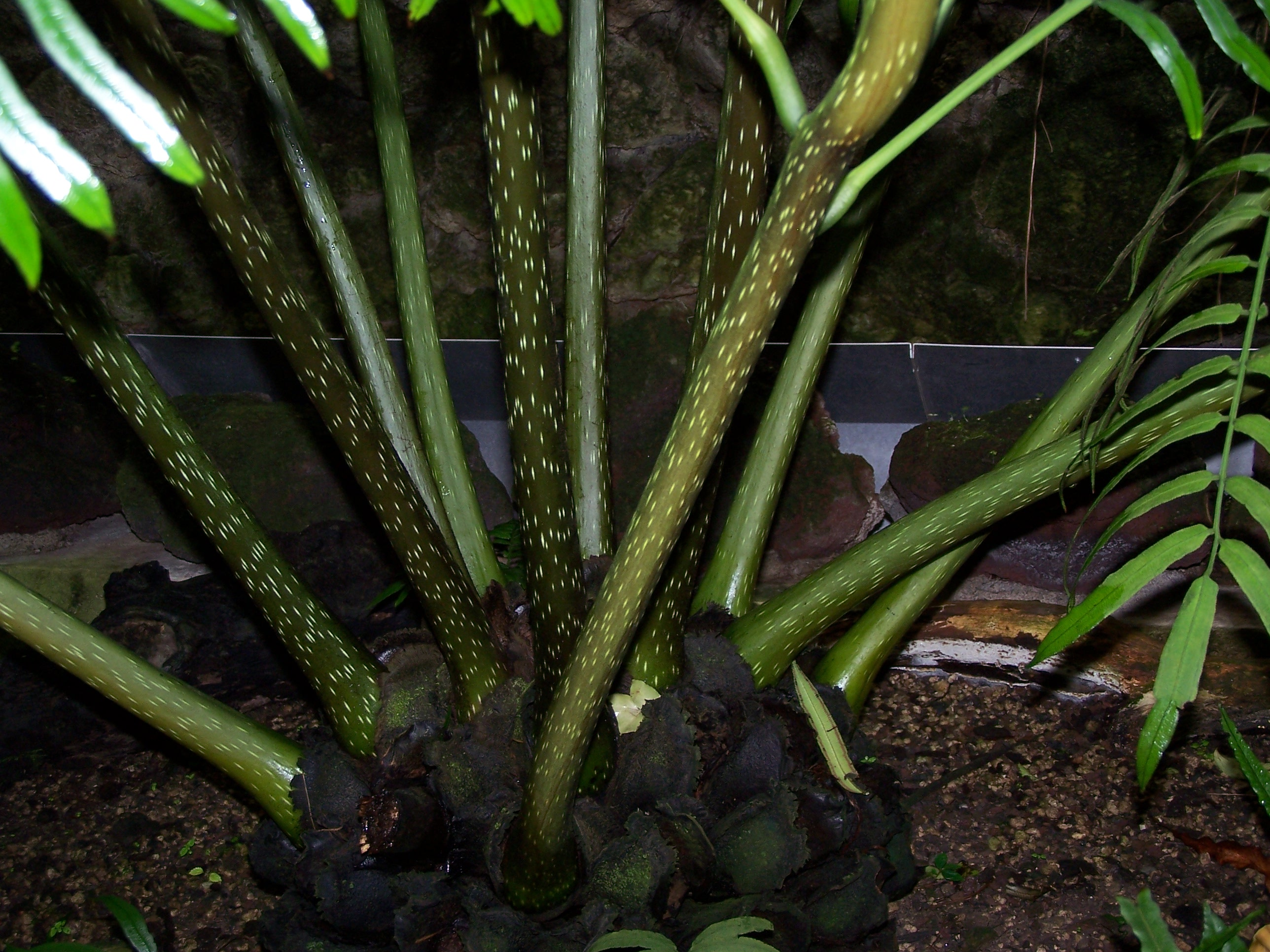
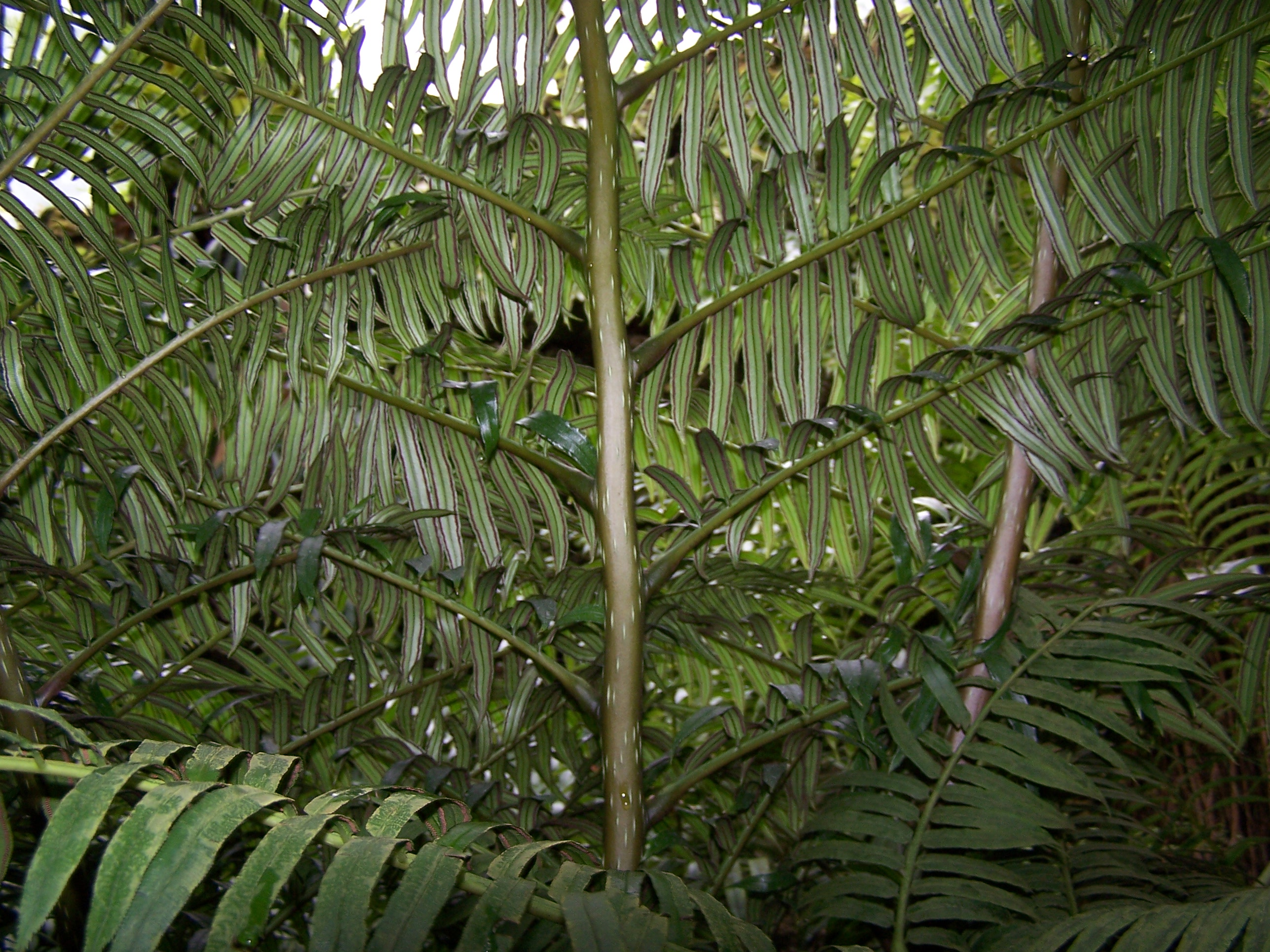
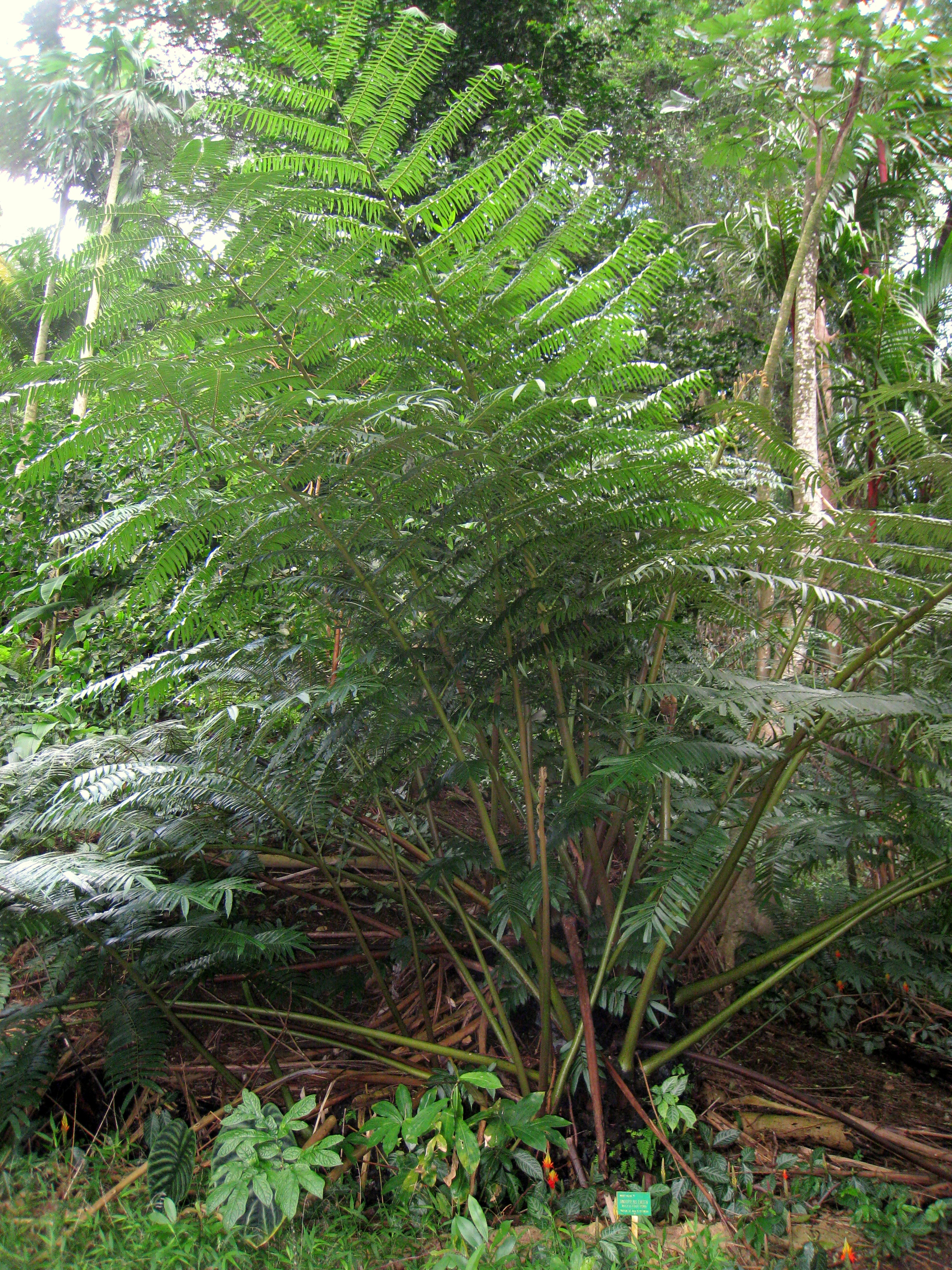